# 小田俊理
小田 俊理（おだ しゅんり、1951年〈昭和26年〉8月7日 - ）は、日本の工学者。学位は、工学博士。東京都世田谷区出身。東京工業大学名誉教授。

## 来歴
東京学芸大学附属高等学校を経て、東京工業大学理学部物理学科を卒業し、東京工業大学大学院総合理工学研究科で博士課程を修了。東京工業大学助手・助教授を経て教授に昇進した。高温超伝導薄膜デバイス、シリコンナノクリスタル量子ドットデバイスの研究で、ナノエレクトロニクス（超微細電子工学）の基礎を築いた。IEEE（米国電気電子技術者協会）フェロー、IEEE Electron Devices Society Distinguished Lecturer、応用物理学会フェロー。日本工学アカデミー会員。

## 略歴
- 1970年 東京学芸大学附属高校卒業
- 1974年 東京工業大学理学部物理学科卒業
- 1979年 東京工業大学大学院総合理工学研究科博士課程修了
- 1979年 東京工業大学工学部助手
- 1982年 マサチューセッツ工科大学 客員研究員（～1983年）
- 1986年 東京工業大学工学部助教授
- 1995年 東京工業大学量子効果エレクトロニクス研究センター教授
- 2004年 東京工業大学量子ナノエレクトロニクス研究センター教授
- 2016年 東京工業大学科学技術創成研究院教授
- 2017年 東京工業大学名誉教授
- 2017年 東京工業大学特任教授（～2018年）

## 主な著作

### 和書
単著
- 『ナノ構造の作製とその物性：ゼロ次元ナノ構造：超微粒子, ナノテクノロジーハンドブックI編「創る」』オーム社、2003年 ISBN 4-274-02498-9
- 『Si量子ドットを用いた単電子トランジスタの研究, 量子ドットエレクトロニクスの最前線』エヌ・ティー・エ、2011年 978-4-86043-376-5
- 『VLS Geナノワイヤ成長, ナノワイヤ最新技術の基礎と応用展開』シーエムシー出版、2013年 ISBN 978-4-7813-1389-4

共著等
- 『プラズマ技術によるナノシリコンドットの作製, ナノシリコンの最新技術と応用展開』（越田信義監修）シーエムシー出版, 2010年（pp.205-213を担当）ISBN 978-4781302041

### 洋書
（いずれも共著）
- T. Kobayashi, S. Oda, O. Michikami and T. Terashima, Material Technology for Vortex Electronics, "Vortex Electronics and SQUIDs, (Springer-Verlag)", 249-291, 2003年 ISBN 978-3-540-40231-2
- S. Oda, D. Ferry, Silicon Nanoelectronics, CRC Press, 328 pages, 2005年 ISBN 9780367392536
- S. Oda, D.F. Moore, Future Integrated Systems, MTP, Cambridge, 65 pages、2005年 ISBN 978-0953514212
- S-Y. Huang, H. Mizuta, S. Oda", Nanocrystalline Silicon Memory Devices, "Handbook of Semiconductor Nanostructures and Nanodevices, Edited by A. A. Balandin and K. L. Wang, American Scientific Publishers", 5, 131-194、2006年 ISBN 978-1588830739
- S. Oda and S-Y Huang, Silicon Nanocrystal Flash Memory, "Silicon Nanocrystals: Fundamentals, Synthesis and Applications, Edited by L. Pavesi and R Turan, Wiley VCH, Weinheim", 395-444, 2010年、ISBN 978-3527321605
- M. Winterer, W. Gladfelter, D. Gamelin, S. Oda, Photovoltaics and Optoelectronics from Nanoparticles, "Materials Research Society Symposium Proceedings", 159 pages、2010年, ISBN 978-1-60511-237-4
- Shunri Oda and David K. Ferry, Nanoscale Silicon Devices, CRC Press, 1-288, 2016年、ISBN 978-1482228670